# 欧内斯特·亨利 (田径运动员)
欧内斯特·亨利（英語：Ernest Henley，1889年3月31日—1962年3月14日），英国男子田径运动员，主攻400米短跑。他曾代表英国参加1912年夏季奥林匹克运动会田径比赛，获得男子4×400米接力铜牌。